# ملعب ماراكانا
ملعب ماراكانا (بالبرتغالية: Estádio do Maracanã‏) أو ملعب الصحافي ماريو فيلهو  (بالبرتغالية: Estádio Jornalista Mário Filho‏) هو ملعب كرة قدم، وهو أحد أكبر الملاعب الرياضية في العالم من حيث المساحة. يقع في مدينة ريو دي جانيرو البرازيلية. بني خصيصا لنهائيات كأس العالم لكرة القدم 1950 ومنذ ذلك الحين أستخدم لمباريات كرة القدم بين نوادي كرة القدم الرئيسية في ريو دي جانيرو، بما في ذلك بوتافوغو، فلامنغو، فلوميننسي وفاسكو دا غاما. وكان وقتها يستوعب نحو 199.854 متفرج ويحتوى على 130,000 مقعد.وأعتبر أكبر ملعب لكرة القدم في ذاك الوقت. أما الآن وبعد عمليات التوسعة أصبحت مساحة استيعاب الملعب الحالية تصل إلى 82,238 متفرج مما يجعله أكبر ملعب في البرازيل وثاني أكبر ملعب في أمريكا الجنوبية بعد ملعب في البيرو.
وفي 2010 أغلق الملعب لتجديده وترقيته إلى بلوغ إجمالي طاقاته إلى نحو 78.838 متفرج لنهائيات كأس العالم 2014 ودورة الألعاب الأولمبية الصيفية 2016.

## الاسم
- أعطي الاسم الرسمي للملعب ماريو فيليو، تكريما للصحافي الراحل كاريوكا، شقيق رودريغز نيلسون، الذي وقف في دعم بناء ماراكانا.[6] لكن الاسم مشتق من شعبية ريو ماراكانا الذي يعبر من خلال تيجوكا سانت كيتس، ويتدفق في قناة مانغي قبل نظام الصرف الصحي في خليج غوانابارا. توبي غواراني الكلمة تعني لماراكانا «مثل حشرجة الموت».[3]

## التاريخ

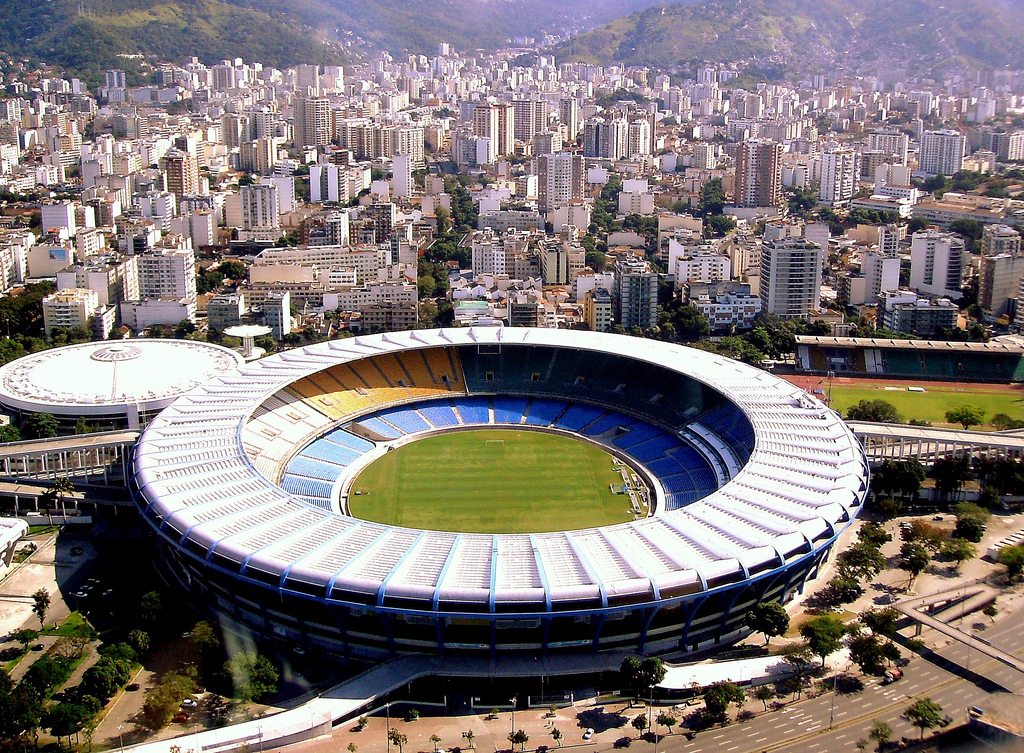
ملعب ماراكانا قبل إعادة بناءه

### البناء والافتتاح
- أنتقد ملعب ماراكانا بسب أنه بني بحجة أنها بنيت في جاكاروباغوا (Jacarepagua) ومع ذلك، ذهب المشروع الذي دعمه الصحافي ماريو رودريغز فيليو منديس دي مورايس إلى الأمام. ووقع الاختيار على أرضية حلبة سباق الخيول وافتتحت المنافسة للعمل عن طريق بلدية ريو دي جانيرو في عام 1947.
- وتم تقديم المشروع الفائز للمعماريين : مايكل فيلدمان، والدير راموس، رافائييل قالفاوو، أوسكار فالديتارو، أورلاندو أزفيدو، بيدرو باولو، بيرنانديس باستوس، أنطونيو دياس كانيرو.وبدأ العمل في 2 أغسطس 1948،[7] وهو تاريخ إطلاق حجر الزاوية. وأحضر 1500 عامل لبناء الملعب، وأزيد عليهم بألفين في الأشهر الأخيرة من العمل. على الرغم من وجود حيز الاستخدام في عام 1950، وتم الانتهاء من الأعمال فقط في عام 1965.[8]
- استغرق افتتاح الملعب حتى الانتهاء من مباراة كرة القدم الودية بين فريقي ريو دي جانيرو وساو باولو في 16 يونيو من عام 1950، وفاز بها ساو باولو 3-1. وكان لاعب خط الوسط ديدي صاحب الهدف الأول في الملعب.

افتتاح ملعب ماراكانا ، قبل كأس العالم 1950.

### كأس العالم 1950
- كان الهدف الرئيسي لبناء ملعب ماراكانا هو استضافة كأس العالم 1950، وشهدت مباراة البرازيل والمكسيك هزيمة 4-0 بهدفين من أديمير واحد من كل من بالتاسار ويائير. قاد المباراة الحكم الإنكليزي جورج ريدير.لعبت خمسة من ست مباريات للبرازيل في البطولة على إستاد ماراكانا الشهير (باستثناء تعرضهم 2-2 مع سويسرا).[9]
- استضاف الملعب نهائي كأس العالم لكرة القدم 1950 بين منتخبي البرازيل والأوروغواي، وبلغ عدد الحضور ما يقارب 199 ألف متفرج، لكن بعض الإحصاءات قدرت إجمالي الحضور بما يقارب 210 ألف متفرج.[10][11]

### بعد كأس العالم
- يوم 19 يوليو 1992، إنهار المدرج العلوي للملعب مما أدى إلى وفاة ثلاثة وإصابة 50 متفرج، وبعد وقوع الكارثة، تم تقليص قدرة الملعب إلى حد كبير كما تم تحويله إلى ملعب مليء بالمقاعد.ورغم ذلك، تم تصنيف الملعب معلما وطنيا عام 1998، مما يعني أنه لا يمكن هدمه.واستضاف الملعب لأول مرة كأس العالم لأندية كرة القدم 2000 بين فاسكو دا غاما وكورينثيانز، الذي فاز كورينثيانز بركلات الترجيح.
- وفي الذكرى 50 السنوية لتشييد الملعب، خضع الملعب للتجديد الذي من شأنه أن يزيد طاقتها إلى نحو 103,000 مقعد.وبعد سنوات من التخطيط وتسعة أشهر من الإغلاق بين عامي 2005 و2006. أعيد فتح الملعب في يناير 2007 مع قدرة بلغت 82.238 مقعد.[12]
- الملعب هو عبارة عن مركب للرياضة يتضمن الساحة المعروفة باسم Maracanãzinho والذي يعني بالبرتغالية ماراكانا الصغير.

### كأس العالم 2014
- يعتبر ملعب ماراكانا من الملاعب المخصصة لإستضافة الأحداث المهمة، وقد أختير الملعب لإستضافة كأس العالم 2014 والقصد بذلك أنه سيصتضيف المباراة النهائية لتلك المسابقة ليصبح ملعب ماراكانا الملعب الثاني الذي استضاف نهائي كأس العالم مرتين بعد ملعب أزتيكا في المكسيك والذي استضاف نهائيات كأس العالم عام 1970 و1986.

### دورة الألعاب الأولمبية 2016
و كذلك يتحضر الملعب لإستضافة دورة الألعاب الأولمبية 2016 و بذلك سيصبح الملعب السادس الذي يستضيف نهائيات كأس العالم و دورة الألعاب الأولمبية الصيفية بعد ملعب ويمبلي الشهير في لندن المستضيف لدورة الألعاب الأولمبية 1948 و نهائي كأس العالم عام 1966 ؛ ملعب أولمبيك في باريس المستضيف لدورة الألعاب الأولمبية 1924 و نهائي كأس العالم 1938؛ ملعب الأولمبيكو في روما المستضيف لدورة الألعاب الأولمبية 1960 و نهائي كاس العالم 1990 ؛ ملعب ميونخ الأولمبي الذي استضاف دورة الألعاب الأولمبية في عام 1972 و نهائي كأس العالم في عام 1974 ؛ و ملعب برلين الأولمبي، المستضيف لدورة الألعاب الأولمبية 1936 و نهائي كأس العالم 2006.

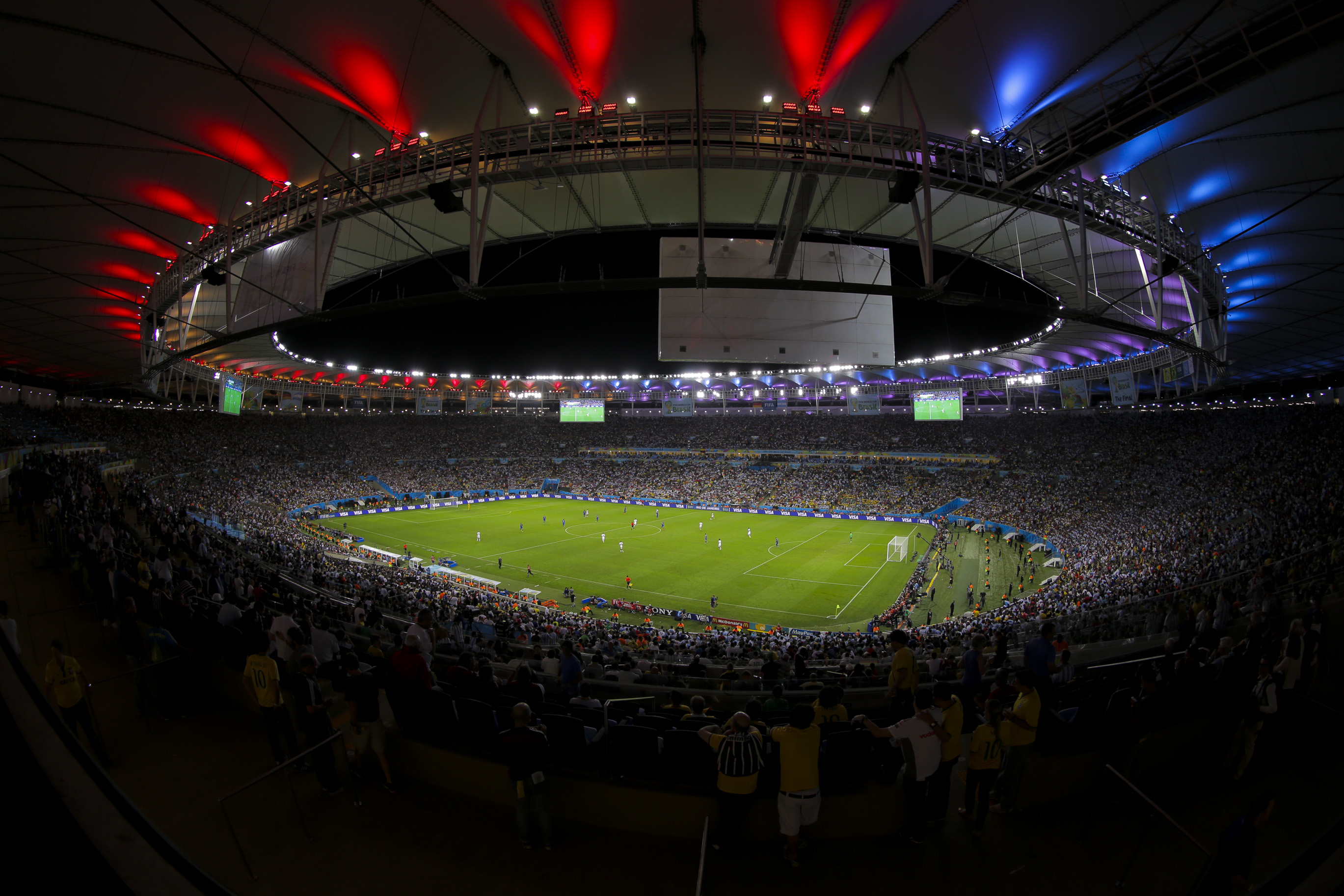
ملعب الماركانا أثناء استضافته للمباراة النهائية لكأس العالم 2014

## أحداث غير كرة القدم

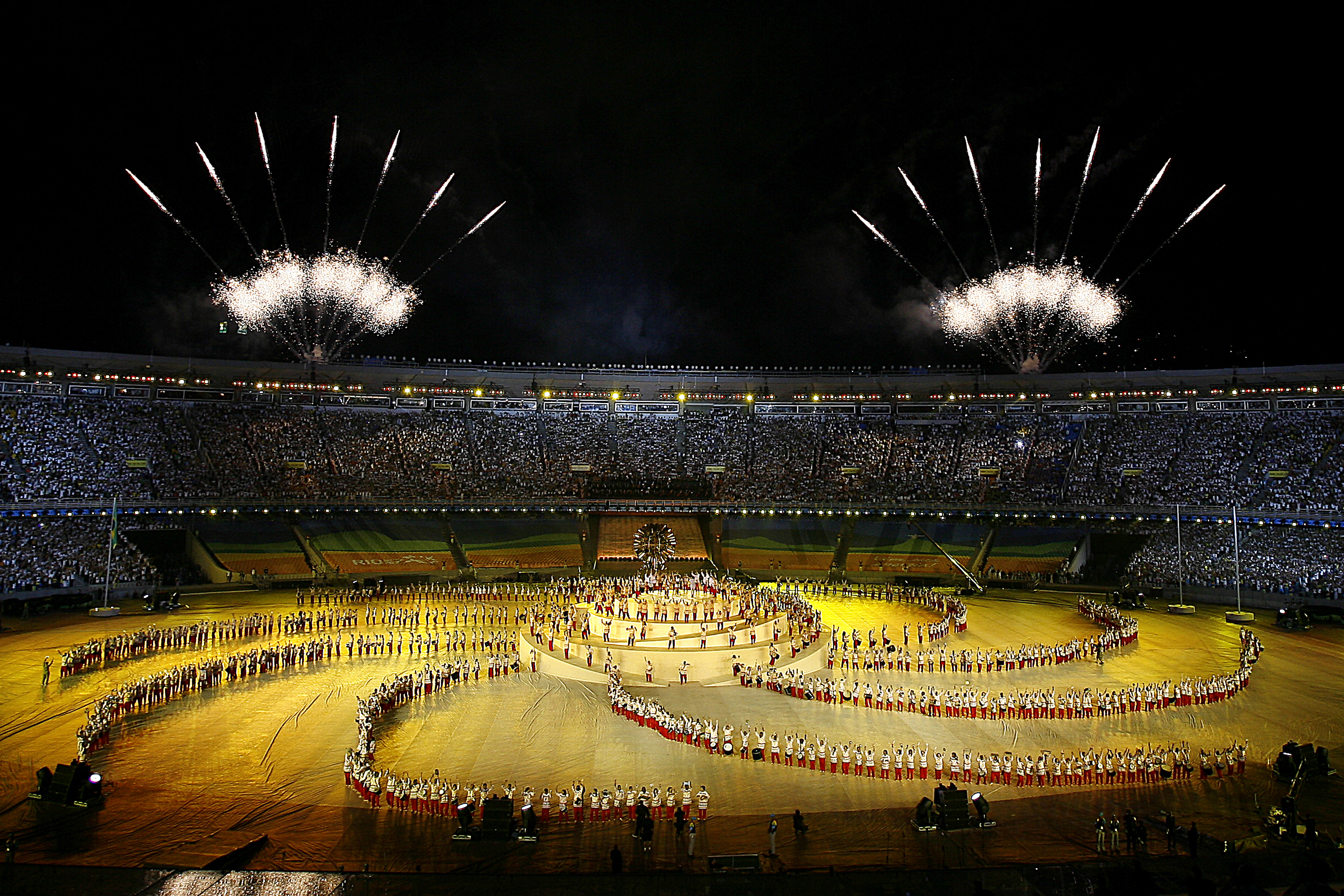
الملعب يحتضن حفل افتتاح ألعاب البلدان الأمريكية 15 عام 2007

- احتفال الملعب بإستقبال يوحنا بولس الثاني.
- الاحتفال بالذكرى 30 للملعب، في 26 يناير 1980، قام فرانك سيناترا بحفل أمام حشد من 180.000 متفرج.
- قدم كل من تينا ترنر وبول مكارتني حفلات في الملعب دخلت في كتاب جينيس للأرقام القياسية. حفلتين في 1988 (كسر كل جولة القاعدة) وأبريل 1990 (زهور في جولة حول العالم الوسخ) على التوالي، اجتذب حشودا أكثر من 180,000 شخص.
- 18-27 يناير 1991، استضاف استاد الطبعة الثانية من روك في ريو دي جانيرو، مع الأمير، البنادق ن 'الورد، جورج مايكل، INXS، وهكتار والصبية الجدد.
- يناير 1995 تألفت طبعة من مهرجان لموسيقى الروك هوليوود حفلتين متتاليتين من قبل ذا رولينغ ستونز في الملعب.
- إقامة حفل في الملعب من قبل الاندفاع،كيس، بون جوفي، باكستريت بويز، RBD كما أحي في الملعب فنانين برازليين مثل إيفيت سينغالو، ساندي وجونيور ومؤخرا، روبرتو كارلوس.
- استضاف الملعب مراسم افتتاح واختتام دورة الألعاب الخامسة عشرة للبلدان الأمريكية.
- استضاف الملعب مراسم افتتاح واختتام دورة الألعاب الأولمبية الصيفية عام 2016 ودورة الألعاب الأولمبية الصيفية عام 2016 للمعاقين.